# Тевтобургский Лес
Тевтобу́ргский Лес (нем. Teutoburger Wald, лат. Teutoburgiensis saltus) — гряда болотистых низкогорий в Везерских горах, между долинами рек Везер и Эмс. Тевтобургский лес находится на территории современных немецких земель Северный Рейн-Вестфалия и Нижняя Саксония, от Оснабрюка на западе до Падерборна на юго-востоке. Длина около 80 км, высота — до 468 метров (холм Фельмерстод), в другом источнике указано, на начало XX столетия, что лесистые горы, тянутся на 148 км., 7 — 15 км. шириной. Горы сложены песчаниками и известняками, на их склонах растут буковые и елово-пихтовые леса, северо-западная часть леса носит название Оснинг, а юго-восточная — Липпский лес. В юго-восточной части леса расположена группа столбообразных скал, известная под названием Эксерские камни. Тевтобургский лес является реликтом древнего Герцинского леса. 

## История
В сентябре 9 года в Тевтобургском Лесу произошла битва между римскими войсками и рядом германских племён. Три римских легиона (XVII, XVIII и XIX), шесть вспомогательных когорт и три алы под начальством нижнегерманского прокуратора Публия Квинтилия Вара попали тут в засаду и были уничтожены херусками, бруктерами, хаттами и сигамбрами под руководством вождей Арминия и Сегимера. Погибло до 25 тысяч солдат, около 5 тысяч сумело бежать. Вар и префект лагеря Луций Эггий покончили с собой, легат Нумоний Вала бежал вместе со своим отрядом. Один из штандартов удалось спасти, другой был позднее отвоёван легатом Публием Габинием Секундом в 41 году.
Стволы деревьев леса были позднее увешаны черепами легионеров. Поражение (позднее ставшее известным как clades Variana, нем. Varusschlacht) стало очень ощутимым для римской армии; Октавиан Август, по утверждению Светония, отпустил бороду в знак траура и бился головой о косяк, повторяя: «Вар, верни легионы» (лат. «Vare, legiones redde»).
Лишь в 1987 году, в связи с обнаружением англичанином Тони Кланном 162 римских монет времён правления Октавиана Августа и трёх камней от пращи, давшим основания для проведения масштабных раскопок, стало возможным впервые более или менее точно идентифицировать место битвы. Чуть позже было установлено, что битва произошла у холма Калькризе (нем. Kalkriese). В 1989 году начались активные раскопки, результатом которых стало обнаружение братских могил легионеров, остатков оборонительных сооружений, оружия, монет и других предметов, в том числе знаменитой маски всадника. В 2002 году находки археологов впервые выставлены для всеобщего ознакомления, а через два года заработал музей и парк Калькризе, посвящённый битве в Тевтобургском Лесу. Раскопки на холме Калькризе продолжаются.
В 2009 году широко отмечалась 2000-я годовщина сражения. К этой дате был опубликован ряд научных исследований и каталоги археологических находок.
…когда в 2009 г. в Германии было достаточно торжественно отмечено двухтысячелетие разгрома римлян, то в преддверии юбилейного года и в течение его была опубликована масса статей и монографий на эту тему, так что германская Variana стала поистине необозримой.